# Hades Rise
Hades Rise è il quarto album in studio del gruppo black metal norvegese Aura Noir, pubblicato nel 2008.

## Tracce
1. Hades Rise – 3:26
2. Gaping Grave Awaits – 4:01
3. Unleash the Demon – 3:48
4. Pestilent Streams – 3:26
5. Schitzoid Paranoid – 2:45
6. Death Mask – 3:36
7. Shadows of Death – 5:48
8. Iron Night/Torment Storm – 5:09
9. South American Death – 3:13
10. The Stalker – 3:08

## Formazione
- Aggressor (Carl-Michael Eide) - chitarre, basso, voce
- Apollyon (Ole Jørgen Moe) - batteria, basso, voce, chitarra
- Blasphemer (Rune Erickson) - chitarre (tracce 3,6,8)
- Danny Coralles - chitarra (traccia 2)